# Hallyu
Hallyu (한류?, , lett. "flusso/onda della Corea", nota anche come Korean Wave, "onda coreana") è un neologismo che indica l'incremento della diffusione globale della cultura di massa sudcoreana verificatosi a partire dagli anni novanta. Mentre alcune fonti ritengono che il termine sia stato coniato nel 1999 dal Ministero della Cultura e del Turismo sudcoreano quando l'istituzione produsse un CD musicale intitolato, in cinese, "Hallyu - Canzoni della Corea", altre fonti accademiche ne attribuiscono la creazione alla televisione cinese, che, nel 1997, diede il nome "hanliu" alla trasmissione delle serie televisive coreane in Cina. Il termine fu introdotto in Giappone come hanryu o kanryu dall'Asahi Shinbun nel 2001.
Il successo della cultura di massa coreana non è stato voluto né pianificato, ma, una volta diventato tangibile, ha dato vita a una serie di strategie per alimentarlo. La crescente popolarità della sua cultura in molte aree del mondo ha indotto il governo sudcoreano a sostenere le industrie creative tramite sussidi e finanziamenti alle startup, come espressione di una forma di soft power, con l'intento di trasformarsi in uno dei principali esportatori mondiali di prodotti culturali, insieme al Giappone e al Regno Unito, in una nicchia dominata per quasi un secolo dagli Stati Uniti, mentre il livello di sviluppo della società coreana ha iniziato a essere ritenuto confrontabile a quello del mondo occidentale.
Inizialmente spinta dalla diffusione dei drama coreani e del K-pop in Asia orientale e meridionale e nel sud-est asiatico, la hallyu si è evoluta da evento regionale a fenomeno globale, veicolata da Internet, dai social media e dalla proliferazione dei video musicali K-pop sulle piattaforme di condivisione video online, che hanno permesso alla locale industria dello spettacolo di raggiungere un consistente pubblico all'estero. L'uso di questi media per facilitare la promozione, la distribuzione e il consumo di varie forme di intrattenimento coreano (in particolare del K-pop) ha contribuito all'impennata della loro popolarità mondiale riscontrata dalla metà degli anni duemila.
La hallyu è diventata un fenomeno globale e influente dagli inizi del XXI secolo, con un pesante impatto sulle culture contemporanee, la musica, il cinema, la televisione e gli aspetti comportamentali di varie persone in tutto il mondo. Secondo un professore dell'Università di Notre Dame, nell'Indiana, il suo successo è da ricercarsi nel fatto che si presenta come "esteticamente fresca, economicamente redditizia, culturalmente avvincente, tecnologicamente sofisticata e ideologicamente introspettiva", anche se non mancano critiche negative.

## Panoramica
Il termine "hallyu" è composto da due radici: han (한?, 韓?), che significa "Corea", e ryu (류?, 流?) che significa "flusso" o "onda". Taluni ritengono che ryu sia una variazione dell'omonima espressione giapponese usata come suffisso per indicare "modo", "stile" o "gruppo". Mentre all'estero "hallyu" viene utilizzato per descrivere generalmente qualcosa di coreano, all'interno della Corea ha un significato leggermente diverso: per esempio, nel caso delle serie televisive, i "drama hallyu" si distinguono dagli altri "drama coreani" perché hanno ottenuto un notevole successo all'estero, o vi recitano attori di fama internazionale.
La hallyu abbraccia la consapevolezza globale nei confronti dei differenti aspetti della cultura sudcoreana, inclusi film e programmi televisivi (in particolare i drama coreani), K-pop, manhwa, lingua coreana e cucina coreana. Alcuni commentatori includono anche la cultura tradizionale. Il politologo statunitense Joseph Nye interpreta la hallyu come "la crescente popolarità di tutto ciò che è coreano, dalla moda e dai film alla musica e alla cucina".

## Storia

### Contesto
Una prima menzione che identifica la cultura coreana come una forma di soft power si può ritrovare negli scritti di Kim Gu, leader del Movimento per l'indipendenza coreana e presidente del Governo provvisorio della Repubblica di Corea. Verso il termine della sua autobiografia, Kim scrisse:
(Kim Gu, Baekbeomilji, estratto del 1º marzo 1948)

### 1970-1999: Fondazione e sviluppo dell'industria culturale

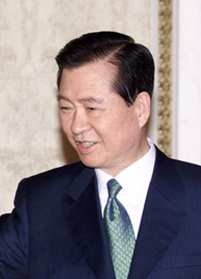
Kim Dae-jung, il "Presidente della cultura".

Una ventina d'anni dopo la Guerra di Corea (1950-53) e l'armistizio firmato nel 1953, l'economia della Corea del Sud iniziò a riprendersi e sperimentò un periodo di rapida crescita noto come "Miracolo del fiume Han".
Nell'industria cinematografica, durante la presidenza di Park Chung-hee vennero introdotte le quote cinema per restringere il numero di pellicole straniere proiettate nelle sale e impedire la concorrenza tra le produzioni nazionali e i blockbuster provenienti dall'estero. Tuttavia, nel 1986 la Motion Pictures Exporters Association of America sottopose un reclamo al Senato degli Stati Uniti e il governo sudcoreano fu costretto a ritirarle. Nel 1988, 20th Century Fox divenne il primo studio cinematografico statunitense ad aprire un ufficio di distribuzione in Corea del Sud, seguito da Warner Brothers (1989), Columbia (1990) e Walt Disney (1993).
Nel 1994 la quota di Hollywood sul mercato cinematografico sudcoreano aveva raggiunto l'80%, mentre l'industria locale si attestava al 15,9%. Dieci studi cinematografici coreani erano andati in bancarotta e la produzione di film ristagnava; inoltre, con l'aumento dei canali televisivi, era cresciuta drasticamente la quantità di programmi importati. Quell'anno, al presidente Kim Young-sam fu consigliato di fornire sostegno e sussidi alla produzione mediatica nazionale come parte della strategia per favorire le esportazioni. Secondo le testate sudcoreane, Kim fu sollecitato a notare come il gettito totale generato da Jurassic Park avesse superato quello della vendita di un milione e mezzo di automobili Hyundai; essendo quest'ultima una fonte di orgoglio nazionale, il paragone apparentemente influenzò la decisione del governo di concentrarsi sulla cultura come industria esportabile. Il Ministero della Cultura sudcoreano aprì un ufficio per l'industria culturale atto a sviluppare il settore dei media, e molti investitori vennero incoraggiati a espandersi nel settore cinematografico e mediatico. Così, per la fine del 1995 erano state poste le fondamenta per l'ascesa della cultura coreana.
Nel luglio 1997, la crisi finanziaria asiatica causò gravi perdite al settore manifatturiero, portando molte aziende a rivolgersi verso l'intrattenimento. Secondo il The New York Times, nel 1998 la Corea del Sud iniziò a ritirare le restrizioni sulle importazioni culturali provenienti dal suo antico invasore coloniale, il Giappone, e, preparandosi a contrastare l'imminente "carica" di film giapponesi, anime, manga e J-pop, il Ministero della Cultura richiese un consistente aumento del budget, che permise di creare trecento facoltà dell'industria culturale nelle università di tutto il Paese.
Nel febbraio 1999 uscì nelle sale il primo film sudcoreano ad alto budget, Swiri, che divenne un successo commerciale, incassando oltre 11 milioni di dollari americani, più del blockbuster di Hollywood Titanic. Quello stesso anno Kim Dae-jung, che si era autoproclamato "Presidente della cultura", destinò 148 milioni di dollari al sostegno dell'industria culturale. Venne approvata la "Legge di base per la promozione delle industrie culturali", che introdusse i sussidi per sostenere la "co-produzione con i Paesi stranieri, il marketing e la pubblicizzazione della cultura pop coreana attraverso la trasmissione televisiva e Internet, e la diffusione dei prodotti culturali nazionali sui mercati esteri". Dichiarare il sostegno governativo alle industrie della cultura, tuttavia, causò antagonismi negli altri Stati asiatici, che erano, ai tempi, il mercato principale delle esportazioni culturali coreane. Viste le ristrettezze economiche in cui si trovavano a causa della crisi, i Paesi asiatici iniziarono a preferire le serie televisive coreane, meno costose, a quelle giapponesi. Alla fine del XX secolo, numerosi drama coreani venivano trasmessi in Cina, e il 19 novembre 1999 il quotidiano Beijing Youth Daily pubblicò un articolo che riconosceva "lo zelo del pubblico cinese verso le serie televisive e le canzoni pop coreane".

### 2000-2010: La hallyu in Asia

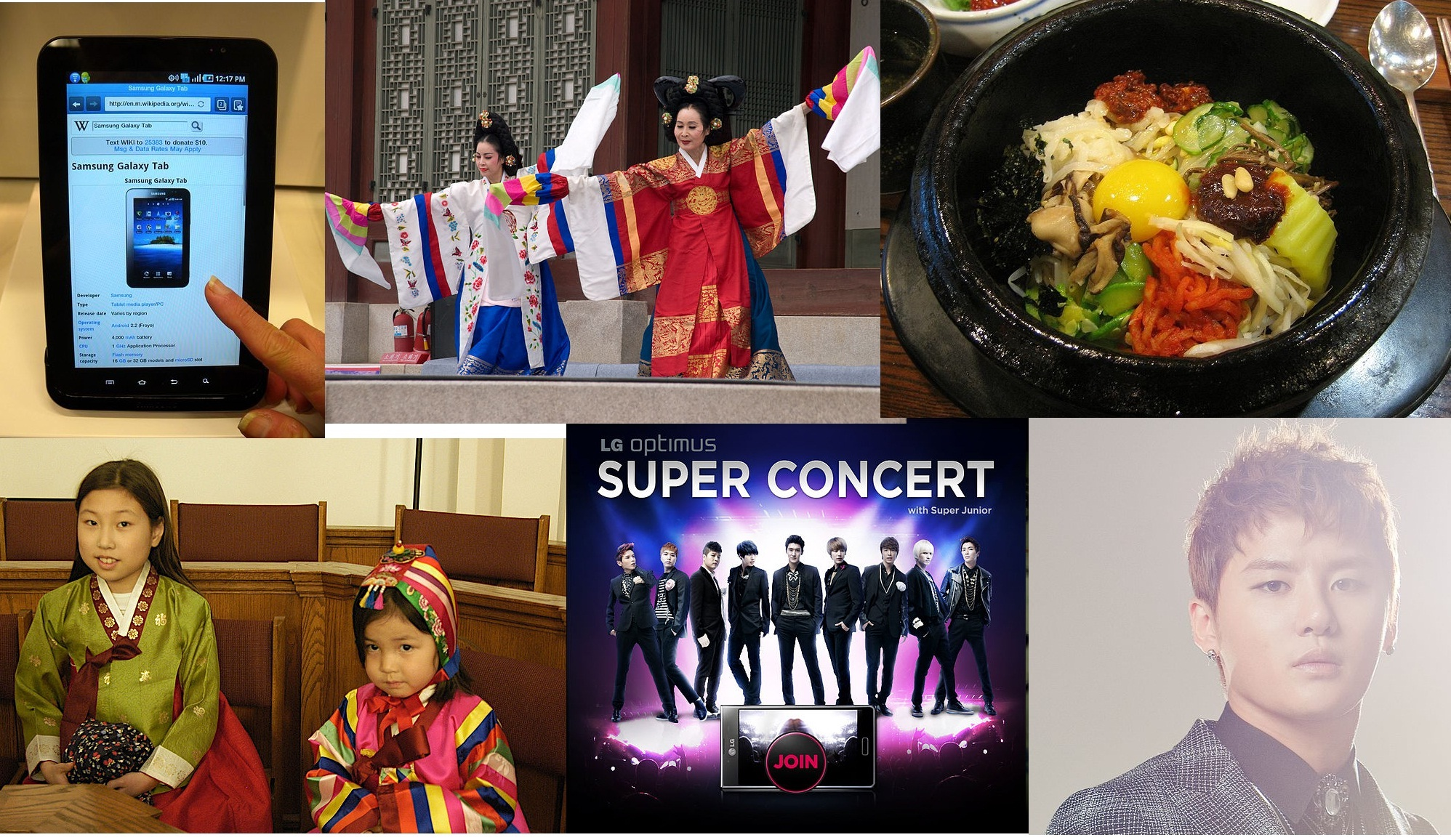
Alcuni aspetti della cultura tradizionale e contemporanea della Corea, in senso orario da in alto a sinistra: un Samsung Galaxy Tab; donne che eseguono la danza coreana taepyeongmu; bibimbap, un piatto di riso; l'idol coreano Junsu; la boy band K-pop Super Junior; ragazze con il costume hanbok.

Nel febbraio 2000 la boy band HOT della SM Entertainment fu il primo artista K-pop moderno ad esibirsi all'estero, con un concerto a Pechino che fece il tutto esaurito. Seguendo il loro esempio, gruppi di adolescenti come gli NRG, le SES e le Baby Vox attrassero i giovani cinesi e taiwanesi, e specialmente a Taiwan il duo Clon riscosse un ineguagliabile successo che generò interesse verso la televisione e il cinema coreani. Visto il rapido aumento delle importazioni culturali dalla Corea, l'Amministrazione statale per radio, cinema e televisione della Cina decise di limitare il numero di drama coreani da mostrare al pubblico cinese.
Yeopgijeog-in geunyeo (2001) fu un importante passo in avanti internazionale per il cinema coreano. Divenne una hit al botteghino in tutta l'Asia orientale, e il DVD generò un ampio culto in Asia sudorientale e in parte dell'Asia meridionale. Generò anche vari remake internazionali, di cui uno a Hollywood, oltre che adattamenti televisivi e un sequel.
Molti altri Paesi asiatici stavano sperimentando un aumento di popolarità delle serie e delle canzoni pop coreane. Nel 2000 nel Manipur, dove i film di Bollywood erano stati banditi dai separatisti, i consumatori rivolsero gradualmente l'attenzione all'intrattenimento coreano. Secondo l'Agence France-Presse, nei cortili delle scuole e per i mercati era comune sentire frasi in coreano. Molti drama e film sudcoreani venivano contrabbandati nel Manipur dalla vicina Birmania sotto forma di CD e DVD. La popolarità dei prodotti coreani si estese poi ad altre parti dell'India nordorientale, in Assam, Meghalaya, Sikkim, Arunachal Pradesh, Tripura, Mizoram e Nagaland.
Nel 2002, a seguito del ritiro dell'embargo decennale che impediva lo scambio culturale tra Corea del Sud e Giappone, l'album Listen to My Heart di BoA fu il primo disco di un musicista coreano a vendere un milione di copie nell'isola. Quello stesso anno, Gyeo-ul yeon-ga, prodotto da KBS2, divenne un fenomeno di culto in tutta l'Asia e segnò l'inizio della hallyu in Giappone. Nel 2004, l'ex premier Jun'ichirō Koizumi commentò che ai tempi il co-protagonista maschile era più popolare di lui. Altri drama coreani usciti negli anni successivi come Dae Jang-geum (2003) e Full House (2004) raggiunsero un successo simile. Intanto la programmazione televisiva in Asia iniziò a cambiare, mentre le serie sudcoreane e taiwanesi andavano ad occupare la prima serata riservata, in precedenza, ai film di Hollywood.
La svolta per il K-pop arrivò con i debutti di TVXQ (2003), SS501 (2005), Super Junior (2005) e altri artisti definiti dalla BBC "nomi familiari in gran parte dell'Asia". Intanto la popolarità della televisione coreana continuò a diffondersi per il continente. Servizi su donne asiatiche che partivano per la Corea del Sud per trovare l'amore, ispirandosi alle serie romantiche coreane, iniziarono ad apparire su vari media, tra cui il Washington Post. Kkotboda namja generò una seconda ondata di drama coreani per l'Asia.
In Nepal, Bhutan e Sri Lanka, i drama coreani andarono ad occupare sempre più spazio nei palinsesti, e a Gyeo-ul yeon-ga e Full House venne riconosciuto di aver acceso l'interesse verso la cultura pop coreana in questi Paesi. La moda e le acconciature divennero di tendenza tra i giovani del Nepal e ci fu un boom di corsi di lingua coreana che continuò negli anni a venire. Anche la cucina crebbe in popolarità, e numerosi ristoranti aprirono in tutti e tre gli Stati per soddisfare la domanda del pubblico. Nel 2008, il governo sudcoreano aumentò il budget per il settore della cultura, introducendo l'"industria dei contenuti creativi", che evidenziò il K-pop e i videogiochi come importanti prodotti di esportazione.

### 2010-oggi: La hallyu su scala globale

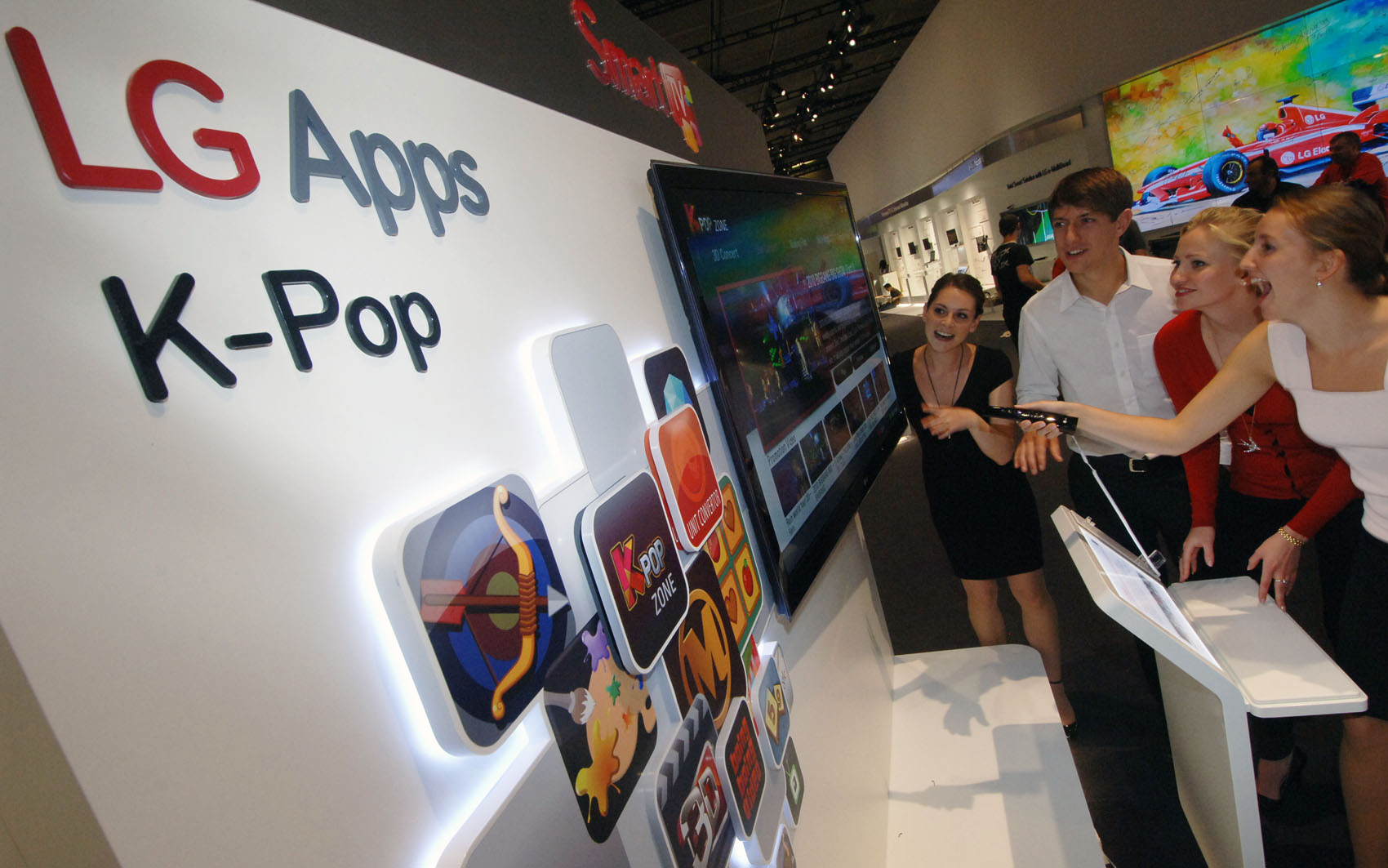
Canzoni K-pop vengono trasmesse dal conglomerato sudcoreano LG all'IFA in Germania nel 2011.

Negli Stati Uniti, la cultura coreana si diffusero uscendo dalle comunità di coreano-americani come quelle di New York e Los Angeles. Tuttavia, nei primi anni 2010 la risposta dei produttori musicali americani fu minima; secondo il direttore operativo di Mnet Media, il tentativo di presentare oltre trecento video musicali K-pop andò incontro ad una reazione tiepida. Analogamente, i debutti su suolo americano di artisti come BoA e Seven non ottennero il successo sperato e vennero definiti "completi fallimenti" dalla CNN.
Ciononostante, i prodotti culturali coreani (con serie come Jumong che vennero accolte particolarmente bene dal pubblico musulmano) crebbero in popolarità negli Stati Uniti e altrove, con una fanbase globale appassionata e in crescita, in particolare dopo l'uscita del video musicale di Gangnam Style di Psy, che fu il primo video di YouTube a superare il miliardo di visualizzazioni nel 2012. YouTube fu una piattaforma vitale per la crescita del gradimento internazionale del K-pop, superando la riluttanza dei DJ radiofonici a diffondere canzoni in lingua straniera e raggiungendo un pubblico globale.
La hallyu si espanse sul piano diplomatico e politico, venendo utilizzata come mezzo per promuovere la cultura coreana nei Paesi stranieri. Nel 2013, la neoeletta presidente della Corea del Sud Park Geun-hye promise di incoraggiare una "nuova rinascita culturale" che avrebbe trasceso etnie e ideologie, destinando almeno il 2% del budget all'ulteriore sviluppo dell'industria della cultura e alla ricerca di più scambi culturali con la Corea del Nord.

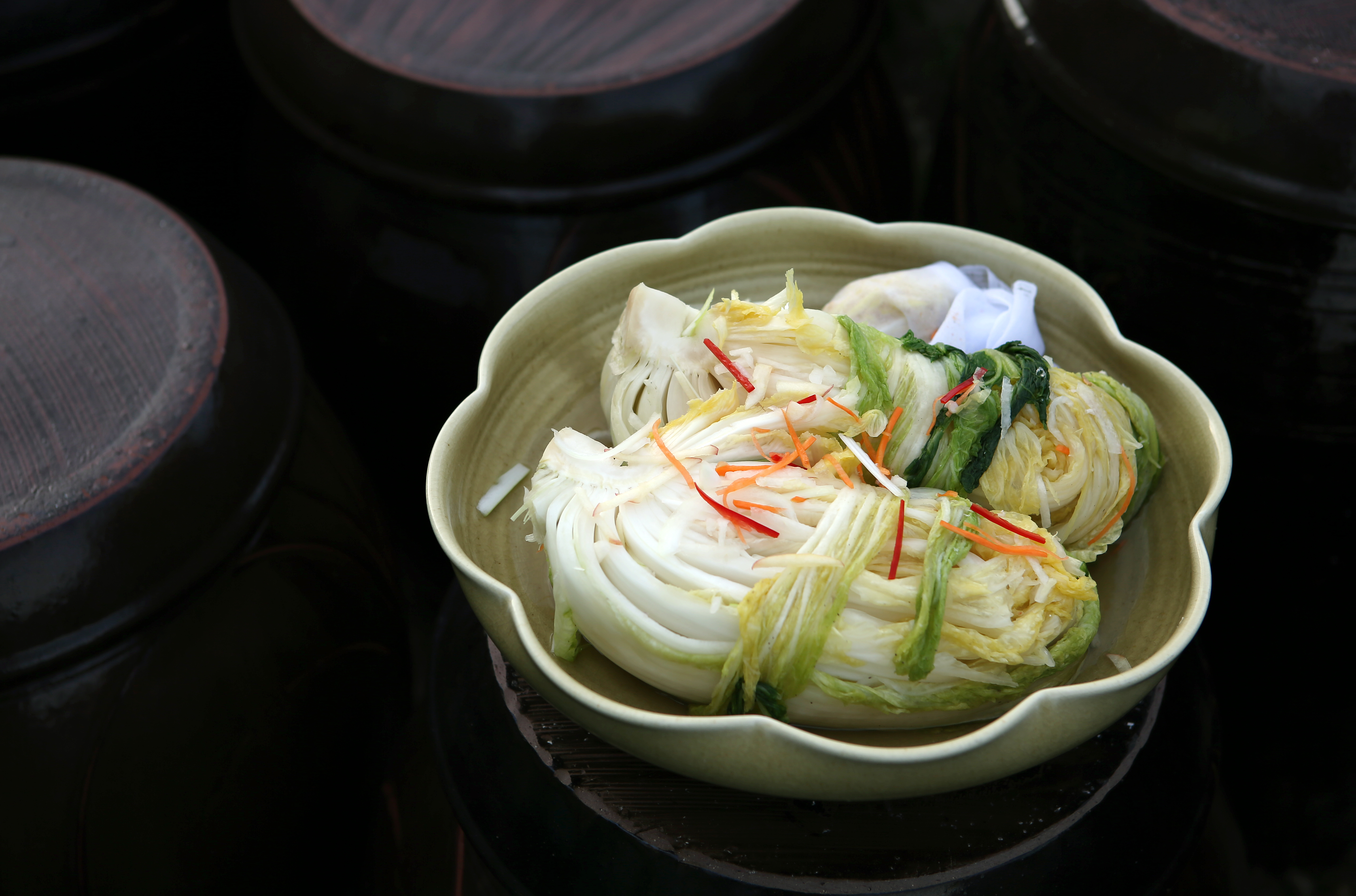
Il kimchi, uno dei principali piatti della cucina coreana.

La cucina e la cosmesi diventarono uno degli aspetti della cultura coreana più riconosciuti all'estero. Amorepacific e LG Household & Health Care si imposero nel settore cosmetico nella regione Asia-Pacifico. La Cina divenne il principale mercato per i cosmetici coreani, che rappresentarono il 25% delle importazioni di prodotti di bellezza. In Sri Lanka, i cosmetici coreani sostituirono quelli europei per via dei prezzi minori e dell'idoneità alle pelli asiatiche; per lo stesso motivo trovarono posto sul mercato di Singapore, e in Cambogia grazie alla popolarità del K-pop. Si diffusero anche in Thailandia, Malaysia e Giappone.
Nel 2013, la Corea del Sud sperimentò una crescita nel settore del turismo, accogliendo oltre 12 milioni di visitatori, di cui 6 soltanto dalla Cina. Tuttavia, un sondaggio statale condotto su 3.600 soggetti in nove Paesi del mondo rivelò che circa il 66% degli intervistati credeva che la popolarità della cultura coreana sarebbe scemata nei quattro anni successivi.
In ambito televisivo, Tae-yang-ui hu-ye del 2016 contribuì a ravvivare la hallyu, che in Asia era stata in declino negli anni precedenti. Nel 2017 i BTS introdussero il K-pop negli Stati Uniti, e ad essi fu attribuito il drastico aumento nel biennio 2016-2018 di acquisti online di prodotti K-pop e della hallyu. La band, insieme al girl group Twice e a prodotti d'intrattenimento di successo come il film Parasite e il drama Crash Landing on You, diede anche il via ad una terza ondata di hallyu in Giappone, espandendone il fandom a tutte le fasce d'età e facendo diventare la cultura coreana mainstream nel Paese.

## Hallyu 2.0
Hallyu 2.0 è un termine usato per descrivere la "nuova onda coreana" iniziata nel 2007 con l'introduzione delle tecnologie digitali e dei social media. È comparso per la prima volta nell'agosto 2010 sui media giapponesi dopo il concerto di successo delle Girl's Generation all'Ariake Coliseum di Tokyo. La hallyu 2.0 è cresciuta di pari passo con il web 2.0, che enfatizza i contenuti generati dagli utenti e la fruibilità, e ha un ambito più ampio di quello della prima hallyu, differenziandosi per il ruolo accresciuto svolto dalla musica pop e da altri prodotti d'esportazione come videogiochi e cartoni animati, in contrasto con l'importanza che i drama coreani avevano ricoperto durante la prima ondata, concentrata geograficamente più sull'Asia orientale. In generale, "hallyu 2.0" fa riferimento ai diversi mezzi tecnologici usati per raggiungere territori lontani dalla penisola coreana e dall'Asia, che si resero necessari quando, all'inizio del XXI secolo, Giappone, Cina e Taiwan intervennero per arrestare l'ingresso dei film e dei drama coreani sui propri mercati per proteggere le proprie industrie culturali.
Al centro della hallyu 2.0 ci sono i servizi di reti sociali (SNS) e i siti che pubblicano i contenuti generati dagli utenti (UCG), come YouTube, i quali permettono alle case discografiche di far arrivare i propri contenuti ai fan di tutto il mondo senza ricorrere alla televisione o agli altri media tradizionali. YouTube permise ai fan di connettersi al K-pop tramite i propri contenuti, come cover di ballo e canali in cui reagivano ai video che stavano guardando, spesso riadattandoli alla propria cultura locale. Ciò fece in modo che i consumatori diventassero contemporaneamente produttori, e giovò ai produttori originali permettendo di risparmiare il denaro necessario a riadattare i propri contenuti ai diversi mercati.
Il rapporto tra il K-pop e YouTube iniziò nel 2009, quando le tre case discografiche più importanti (SM, YG e JYP Entertainment) si associarono alla piattaforma dopo diversi tentativi falliti di entrare nel mercato americano tra il 2006 e il 2008. La collaborazione si rivelò efficace nel 2011, quando le statistiche di YouTube mostrarono che gli Stati Uniti rappresentavano la maggior concentrazione di visualizzazioni di video K-pop fuori dall'Asia. Sun Lee, capo della partnership musicale per la Corea presso YouTube, disse che sarebbe stato probabilmente impossibile per il K-pop raggiungere la fama mondiale senza YouTube. Nel 2016, l'80% dei 24 miliardi di visualizzazioni totali raccolti dai video dei 200 principali artisti K-pop provenivano da fuori la Corea del Sud, e le visualizzazioni erano triplicate rispetto al 2012.

## Fan club
Nel 2011 una ricerca del Ministero della Cultura, dello Sport e del Turismo sudcoreano rilevò che i membri attivi dei fan club della hallyu nel mondo erano circa 3,3 milioni secondo i dati pubblicati dai fan club ufficiali nelle regioni in cui erano presenti dei centri culturali coreani. Nello stesso anno, la Korea Tourism Organization intervistò 12.085 fan della hallyu e concluse che erano in gran parte giovani adulti e fan del K-pop. Mentre nel 2012 i fan del K-pop erano per il 90% donne, nel 2015 la percentuale di soggetti di sesso femminile era scesa al 70%. Secondo la Korea Foundation, i fan nel 2018 erano 89 milioni in tutto il mondo, divisi in 1.843 fan club. La cifra era aumentata del 22% rispetto all'anno precedente, in particolare per la popolarità crescente della boy band BTS. Nel 2020 superarono per la prima volta i 100 milioni, grazie al successo di Parasite, di Life Goes On dei BTS e dell'aumento dei concerti online, registrando un aumento specialmente negli Stati Uniti, ma un calo in Asia.
| Fan della hallyu (milioni): |

| Anno            | Paese       | Fan della hallyu |         |
| --------------- | ----------- | ---------------- | ------- |
| 2012            | Bielorussia | 1.000            | [ 106 ] |
| 2012            | Palestina   | 3.000            | [ 107 ] |
| 2012            | Israele     | 5.000            | [ 107 ] |
| 2012            | Perù        | 8.000            | [ 108 ] |
| 2012            | Cile        | 20.000           | [ 108 ] |
| 2012            | Russia      | 50.000           | [ 109 ] |
| 2012            | Messico     | 60.000           | [ 110 ] |
| 2011            | Francia     | >100.000         | [ 111 ] |
| 2013            | Turchia     | >150.000         | [ 112 ] |
| Totale mondiale |             |                  |         |
| Anno            | Fan club    | Membri           | Fonte   |
| 2011            | 182         | 3,3 milioni      | [ 113 ] |
| 2012            | 830         | 6,0 milioni      | [ 114 ] |
| 2013            | 987         | 9,3 milioni      | [ 115 ] |
| 2014            | 1.229       | 21,22 milioni    | [ 116 ] |
| 2015            | 1.493       | 35,59 milioni    | [ 116 ] |
| 2016            | 1.652       | 59,39 milioni    | [ 117 ] |
| 2017            | 1.594       | 73,12 milioni    | [ 118 ] |
| 2018            | 1.843       | 89,19 milioni    | [ 104 ] |
| 2019            | 1.799       | 99,32 milioni    | [ 119 ] |
| 2020            | 1.835       | 104 milioni      | [ 105 ] |

## Relazioni con l'estero
Il Ministero degli Affari Esteri sudcoreano (MOFA) è responsabile del patrocinio all'estero della cultura coreana. Il governo si occupa dell'organizzazione di concerti, come l'annuale K-Pop World Festival.

### Asia orientale

#### Cina
Nel primo decennio degli anni 2000, molti funzionari cinesi espressero opinioni positive nei confronti dei media e dell'intrattenimento coreani, tra cui l'ex-presidente Hu Jintao e l'ex-premier Wen Jiabao, che, secondo l'Agenzia Nuova Cina, disse: "Per quanto riguarda il fenomeno della hallyu, i cinesi, specialmente i giovani, ne sono particolarmente attratti e il governo cinese lo considera un contributo vitale agli scambi culturali reciproci tra Cina e Corea del Sud".
Nel 2013 un team di quattro persone guidato da Kang Myung-koo dell'Università di Seul pubblicò un articolo controverso che suggeriva che i telespettatori cinesi di drama coreani fossero in genere ai margini della società come educazione e reddito percepito. Ciò causò una replica furibonda degli interessati, e un gruppo di essi comprò un'intera pagina pubblicitaria del Chosun Ilbo chiedendo che gli autori della ricerca si scusassero con loro.
Nel 2016, la Corea del Sud accettò di spiegare il sistema missilistico THAAD, che il governo cinese considerava un potenziale rischio alla propria sicurezza nazionale, con gli Stati Uniti. Per difendersi e conseguire degli scopi politici, il governo cinese bandì virtualmente la hallyu, limitandone la diffusione e impedendo alla Corea di trarne profitti economici. Il 4 agosto, l'incontro tra i fan del popolare drama Hamburo aeteuthage e gli attori protagonisti fu cancellato senza fornire spiegazioni. Nel 2017 il Massachusetts Institute of Technology pubblicò un rapporto secondo il quale la Cina era il principale mercato d'esportazione della Corea del Sud, con un valore di 121 miliardi di dollari americani all'anno; il flusso di turisti verso la Corea era aumentato del 27% nel 2016 come riflesso della hallyu. A marzo del 2017, Pechino sospese i tour organizzati dalle agenzie di viaggio verso la Corea del Sud. Molti artisti e gruppi musicali sudcoreani incontrarono difficoltà ad esibirsi in Cina: il 7 dicembre 2017, l'agenzia di stampa Yonhap riferì che il concerto degli EXO al Nanjing Olympic Sports Centre, che si sarebbe dovuto tenere da lì a dieci giorni, era stato annullato improvvisamente dall'agenzia cinese. Oltre che ai concerti, i cinesi iniziarono ad avere accesso limitato alla musica e alle serie sudcoreane anche sulle piattaforme online, con i video bloccati per impedirne lo streaming. La messa al bando causò perdite economiche significative all'industria coreana dell'intrattenimento, con la SM Entertainment che in un anno vide il suo valore di mercato scendere del 18% (pari a 150 milioni di dollari), mentre la YG Entertainment arrivò al 32%, circa 230 milioni di dollari. Molti programmi televisivi sino-coreani vennero messi in pausa a causa del THAAD.
Nel novembre 2016, Chung Sye-kyun, il presidente dell'Assemblea Nazionale coreana, era comunque ottimista sulla diffusione della hallyu in Cina, e al China Forum dichiarò: "La Cina è stata ed è il palco più grande per la hallyu, dall'inizio della sua popolarità. Il senso della hallyu è crescere, anche se i rapporti tra i due Paesi hanno vacillato per via del THAAD". Nel tardo 2017, il bando iniziò ad essere ritirato: molte piattaforme cinesi di streaming video, come iQiyi e Youku, ricominciarono ad importare i drama coreani, e le agenzie di viaggio ripresero i tour verso la Corea del Sud. Secondo il dottor Pang Zhongying, docente di affari internazionali e globali alla Ocean University of China, fu merito del miglioramento dei rapporti tra Cina e Sudcorea in seguito alla visita di Stato del presidente Moon Jae-in. Quando i due governi annunciarono di aver trovato un accordo sul THAAD, gruppi musicali sudcoreani come le Mamamoo ripresero ad apparire sulla televisione cinese.

#### Giappone
La hallyu in Giappone lasciò il segno con la popolarità del drama Gyeo-ul yeon-ga nel 2003, ma probabilmente era emersa già prima attraverso i viaggi, il cibo, l'industria della bellezza e il calcio. L'attore protagonista Bae Yong-joon fu il primo volto dell'ondata e generò un elevato gettito economico, con gli spettatori che corsero a comprare i DVD della serie e i gadget legati ad essa, facendoli andare esauriti. Dall'arrivo della hallyu, si registrò un aumento in Giappone di prodotti e cibi coreani, e la stazione di Shin-Okubo a Tokyo, nota per il suo quartiere coreano, fu inserita nei dépliant turistici.
Con l'arrivo della hallyu in Giappone, alcuni sperarono che le tensioni politiche tra i due Paesi migliorassero. Effettivamente venne adottato il termine Koria, derivante dall'inglese "Korea", per riferirsi alla Corea del Sud al posto di Kankoku, che aveva forti rimandi politici, ma l'effetto generale restò limitato. Il Ministero degli affari esteri giapponese riconobbe che la hallyu aveva favorito le discussioni e lo scambio culturale reciproco tra i due Paesi, con fan di alto profilo quali le First Lady Miyuki Hatoyama e Akie Abe, tuttavia le tensioni latenti portarono a proteste in strada con centinaia di giapponesi che dimostrarono contro la popolarità dell'intrattenimento coreano. Le manifestazioni furono organizzate principalmente dai critici della cultura pop coreana con il sostegno dei nazionalisti di destra. Ciononostante, un sondaggio dell'Ufficio del Gabinetto giapponese del 2004 evidenziò che i sentimenti favorevoli verso la Corea del Sud erano saliti al 56,7%, un record che non si registrava da tre anni a quella parte.

#### Taiwan
I drama coreani apparirono sul mercato taiwanese nei primi anni Novanta, ma non ottennero molta popolarità. Alla fine del decennio, tuttavia, il canale televisivo locale GTV iniziò a trasmetterli doppiati in mandarino e senza pubblicizzarli come stranieri, operazione che potrebbe aver aiutato a farli diventare un successo entro il nuovo secolo. La cultura coreana divenne così popolare che surclassò le serie giapponesi e la musica di Hong Kong, che permanevano da più tempo sul mercato, nonostante la Corea del Sud fosse percepita negativamente da Taiwan, soprattutto da quando la penisola aveva stabilito nuovi rapporti con la Cina continentale nel 1992. Il boom della hallyu cambiò la percezione dei taiwanesi nei confronti della Corea e promosse le relazioni tra i due Paesi. Le emittenti televisive importarono gradualmente i drama coreani, tra cui la hit Dae Jang-geum, che influenzarono le produzioni nazionali. Anche il K-pop ottenne l'attenzione pubblica. A luglio del 2018, Taiwan News riferì che il genere musicale stava diventando sempre più popolare, con sette concerti previsti a Taipei nel giro di due mesi, inclusi quelli di artisti quali Zion.T e i Wanna One.

### Medio Oriente e Nordafrica
Israele, Iran, Marocco ed Egitto diventarono importanti consumatori di cultura coreana a metà degli anni 2000. I drama riscossero successo grazie alle trame incentrate su problemi sociali come l'amore tra classi sociali diverse e i conflitti familiari, e in seguito il Servizio coreano d'informazione all'estero rese disponibile Gyeo-ul yeon-ga sottotitolato in arabo su diverse reti televisive statali egiziane, nell'ottica, secondo la scrittrice Youna Kim, di migliorare l'immagine della Corea del Sud in Medio Oriente, dove c'era poca comprensione e poca esposizione alla cultura coreana. Il New York Times riferì che l'intento era favorire i buoni rapporti tra i telespettatori arabi e berberi e i soldati sudcoreani di stanza nel nord dell'Iraq.
MBC4 giocò un ruolo importante nella diffusione della hallyu in Medio Oriente e Nordafrica, trasmettendo drama coreani dal 2012. Alcuni Stati arabi erano contrari, temendo che i giovani islamici avrebbero abbandonato le loro tradizioni per adottare quelle occidentali, ma ciò non impedì alle industrie coreane di esportare più serie televisive nel territorio.

#### Israele
Nel 2006 il canale israeliano via cavo Viva trasmise il drama Nae ireum-eun Kim Sam-soon. Nonostante l'accoglienza tiepida, causò un'impennata di interesse per i programmi televisivi sudcoreani, e altri trenta drama vennero trasmessi dalla medesima emittente.
Nel 2008 venne lanciato un corso di lingua coreana all'Università Ebraica di Gerusalemme, con lezioni sulla storia, la politica e la cultura del Paese.
La crescente popolarità della cultura coreana in Israele e in Palestina fece auspicare ad alcuni cronisti che potesse aiutare a risolvere il conflitto israeliano-palestinese. L'Università Ebraica di Gerusalemme riferì che alcuni fan del K-pop israeliani e palestinesi si consideravano "missionari culturali", facendo conoscere il genere musicale ad amici e parenti e contribuendo a diffondere la hallyu nelle proprie comunità.

#### Egitto
Ga-eul donghwa, uno dei primi drama coreani a raggiungere il Medio Oriente, venne reso disponibile per la visione dopo cinque mesi di "negoziati costanti" tra l'ambasciata sudcoreana a Il Cairo e una rete televisiva statale egiziana. Poco dopo il termine della serie, l'ambasciata riferì di aver ricevuto oltre 400 telefonate e lettere di ringraziamenti dai fan di tutto il Paese. Secondo il segretario dell'ambasciata, Lee Ki-seok, il coinvolgimento nella guerra in Iraq della Corea aveva notevolmente indebolito la sua reputazione tra gli egiziani, ma la trasmissione di Ga-eul donghwa si era dimostrata "estremamente efficace" nell'invertire gli atteggiamenti negativi.

#### Iran

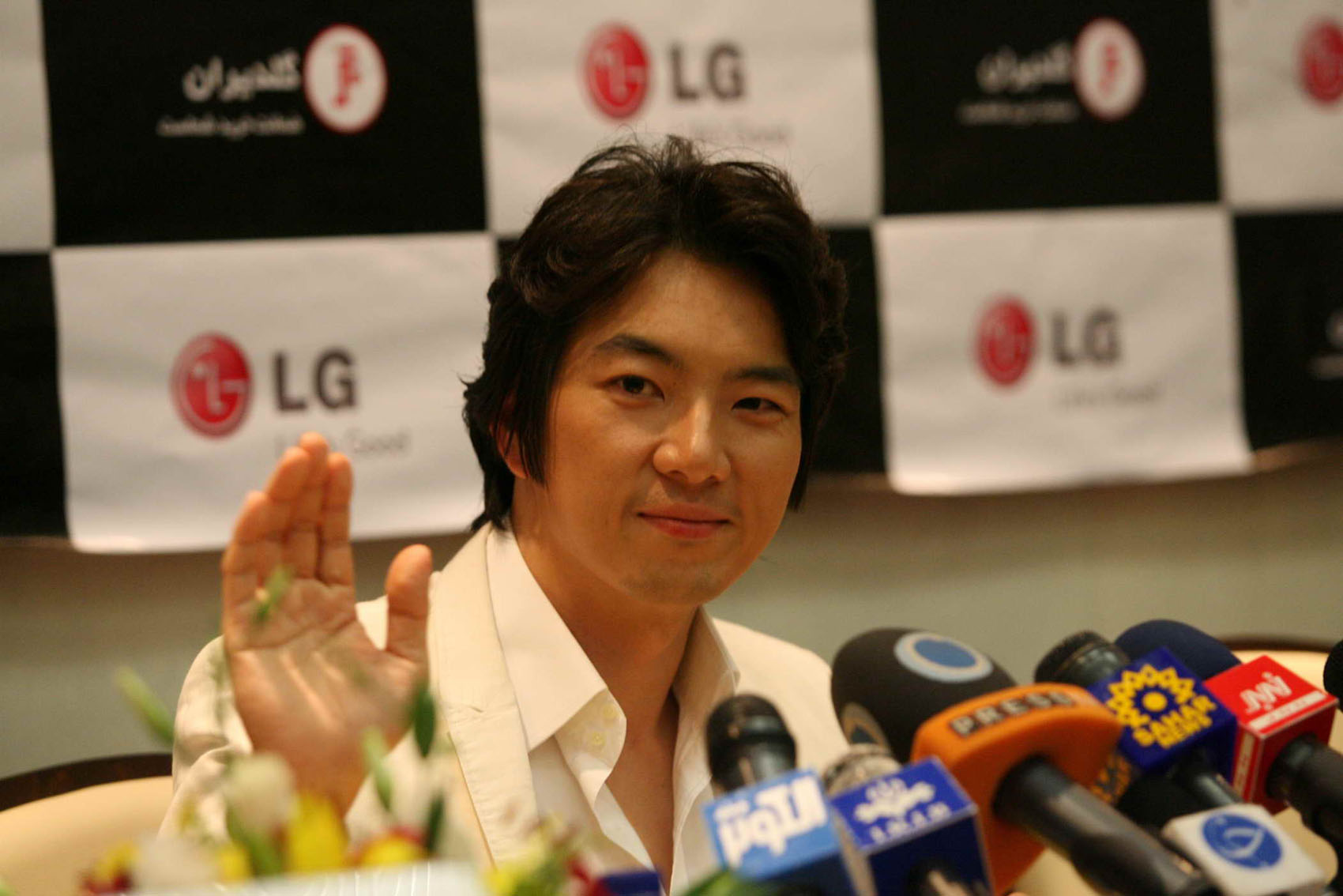
L'attore sudcoreano Song Il-gook durante una conferenza stampa a Teheran il 18 agosto 2009.

La televisione di stato iraniana IRIB mandò in onda diversi drama coreani in prima serata durante i primi anni 2010, una decisione attribuita da alcuni al valore confuciano del rispetto per l'altro che le serie trasmettevano e che era in linea con la cultura islamica. Nell'ottobre 2012, il Tehran Times riferì che i rappresentanti della IRIB avevano visitato i set televisivi in Corea del Sud per rafforzare le "affinità culturali" tra i due Paesi e cercare nuove vie di collaborazione con la rete KBS.
Secondo Reuters, poiché il pubblico iraniano spesso non aveva molti programmi tra cui scegliere, i drama coreani in onda sulla IRIB ottenevano ascolti superiori a quelli fatti in Corea: per esempio, l'episodio più popolare di Jumong registrò uno share del 90% in Iran contro il 40% ottenuto in patria, facendo diventare il suo attore protagonista, Song Il-gook, una superstar.
Nel 2012 i ricercatori di entrambi gli Stati studiarono gli scambi culturali tra il regno coreano di Silla e l'impero persiano, concludendo che, 1.200 anni prima, le due culture erano probabilmente simili.

#### Iraq
Agli inizi degli Anni 2000, vennero trasmessi dei drama per le truppe sudcoreane appartenenti alla coalizione multinazionale guidata dagli Stati Uniti durante la guerra in Iraq. Al termine del conflitto, con il successivo ritiro del personale militare, ci si adoperò per rendere disponibili i drama coreani ai cittadini iracheni. Nel 2012, Heo Jun registrò oltre il 90% di share nella regione del Kurdistan e l'attore protagonista Jun Kwang-ryul fu invitato dal governo federale a visitare la cittadina di Sulaymaniyya, su richiesta speciale della First Lady Hero Ibrahim Ahmed.

#### Turchia
Nel febbraio 2012, Kim Jae-joong dei JYJ fu invitato dall'ambasciata sudcoreana in Turchia a tenere una sessione di autografi all'Università di Ankara. Prima di ripartire, Kim presenziò ad una cena di stato con il presidente della Corea del Sud Lee Myung-bak e il suo omologo turco Abdullah Gül.

#### Marocco
Nel dicembre 2013, il Festival international du film de Marrakech aprì con un'esibizione di musica coreana samul nori e proiettò oltre quaranta pellicole sudcoreane. Inoltre, il premio più importante del festival, la Stella d'Oro, andò a Hang Gong-ju di Lee Su-jin.

### Oceania
Nel marzo 2012 la prima ministra australiana Julia Gillard visitò l'Università Yonsei a Seul, dove riconobbe che il suo Paese aveva "preso" la hallyu, che si stava "spingendo fino alle nostre coste".
Nel novembre 2012, la sottosegretaria del Ministero degli Affari Esteri neozelandese Andrea Smith, durante il discorso di apertura davanti ai diplomatici sudcoreani all'Università di Auckland, affermò che la hallyu stava "diventando parte dello stile di vita dei Kiwis", e aggiunse che c'erano "quattromila forti associazioni di seguaci del K-pop in Nuova Zelanda".

### Europa
Il primo drama coreano che andò in onda in Romania fu Dae Jang-geum, trasmesso su TVR nell'agosto 2009. Nel mese seguente diventò il terzo programma televisivo più popolare del Paese, e da allora le serie televisive coreane godettero di alti ascolti e successo di pubblico.
Nel 2011, gli Shinee furono il primo gruppo ad esibirsi in concerto a Londra, e i Big Bang vinsero a sorpresa il premio di Miglior artista mondiale agli MTV Europe Music Awards. Nel novembre 2012, il ministro di Stato britannico del Foreign Office, Hugo Swire, ebbe un incontro con i diplomatici sudcoreani alla Camera dei lord, durante il quale affermò che la musica coreana era diventata "globale".
Nel 2013 il Ministero degli affari esteri francese riconobbe che la hallyu era un fenomeno globale caratterizzato dal "crescente successo globale della cultura popolare coreana". Quello stesso anno il ministero tedesco suo omologo confermò che l'intrattenimento coreano stava godendo di "enorme popolarità e successo in Asia e oltre".
Nell'aprile 2010, AnimeClick.it, il portale Corea-Italia e la rete KBS lanciarono un sondaggio tra i loro utenti per sapere se fossero favorevoli all'arrivo dei drama coreani in Italia. Visto il 52% dei consensi, fu proposta l'acquisizione di Kkotboda namja e Iris ad alcune reti: mentre Sky ritenne che non fossero adatti al pubblico europeo, altre chiesero di doppiarli perché sottotitolati non avrebbero attirato spettatori, e la KBS, non disponendo delle risorse per assecondare la richiesta, rinunciò. Il primo e unico drama ad apparire sui teleschermi italiani fu Dream High, andato in onda sul canale Super! nel 2013. Nel 2015 la miniserie Nun-gil vinse un Prix Italia, uno dei maggiori riconoscimenti internazionali nel campo dei media. Il 26 ottobre 2016 aprì a Roma il decimo Centro Culturale Coreano d'Europa, con lo scopo di diffondere la lingua e la cultura della Corea nel Paese.

### Stati Uniti
Durante una riunione bilaterale con la presidente sudcoreana Park Geun-hye alla Casa Bianca nel maggio 2013, il presidente statunitense Barack Obama citò Gangnam Style quale esempio di come la gente di tutto il mondo stesse venendo "spazzata dalla cultura coreana, dalla Korean Wave". Durante il successivo mese di agosto, anche il segretario di stato americano John Kerry affermò che la hallyu stava diffondendo la cultura coreana "in Paesi vicini e lontani".

### Sudamerica
Il Sudamerica iniziò ad assorbire tutto ciò che proveniva dalla Corea tra il 2001 e il 2002, e il drama Byeor-eun nae gaseum-e del 1997 venne trasmesso in Cile e in Perù, dove riscosse un notevole successo, portando all'apertura del fanclub dell'attore protagonista Ahn Jae-wook. La hallyu si diffuse poi in Cile attraverso la comunità di immigrati sudcoreani residente nella Regione Metropolitana di Santiago.

### Nazioni Unite
Il 30 ottobre 2012, il segretario generale delle Nazioni Unite Ban Ki-moon tenne un discorso all'Assemblea nazionale coreana, durante il quale fece notare come la cultura coreana e la hallyu stessero "lasciando il segno nel mondo".

## Impatto

### Socioculturale
La hallyu ha diffuso nel mondo gli aspetti della cultura coreana, tra cui la moda, la musica, i programmi e format televisivi, i cosmetici, i giochi, la cucina, i manhwa e i canoni di bellezza.
In Cina, molte emittenti hanno tratto ispirazione dai programmi di intrattenimento sudcoreani come Running Man: nel 2014 la SBS annunciò la versione cinese del programma, Benpao ba xiongdi, che fu un successo e rappresentò un esempio di "varietà d'azione urbana".
I media coreani hanno influenzato l'Asia anche in termini di canoni di bellezza. A Taiwan, dove il drama Dae Jang-geum riscosse molta popolarità, alcune fan asserirono di essersi sottoposte alla chirurgia plastica per assomigliare all'attrice protagonista Lee Young-ae.
La percezione della hallyu in Corea del Sud è ampiamente positiva: la popolazione la considera parte della coscienza nazionale e un motivo di orgoglio perché contribuisce a presentare la cultura coreana; tuttavia, ci sono anche dei critici che la ritengono un mero prodotto del capitalismo.

### Politico ed economico
Un sondaggio condotto dalla BBC nel 2012 rivelò che, dal 2009, l'opinione del pubblico nei confronti della Corea del Sud era migliorata ogni anno. In Paesi come Russia, India, Cina e Francia era passata da "leggermente negativa" a "generalmente positiva". Questa crescita del soft power equivalse ad un'impennata nel valore delle esportazioni, che raggiunse i 4,3 miliardi di dollari americani nel 2011.
I produttori televisivi coreani hanno capitalizzato l'elevata richiesta asiatica dei propri prodotti, e nel 2004 la rete KBS riuscì a vendere il suo drama Bom-ui waltz ad otto Stati dell'Asia prima ancora che finissero le riprese.
Questi i dati delle esportazioni secondo le analisi del governo sudcoreano:
|                                                                               | 2008 | 2009 | 2010 | 2011 | 2012 |
| ----------------------------------------------------------------------------- | ---- | ---- | ---- | ---- | ---- |
| Valore totale delle esportazioni culturali (in miliardi di dollari americani) | 1,8  | 2,6  | 3,2  | 4,3  | 5,02 |

Nel primo trimestre fiscale del 2012, la Korea Creative Contents Agency registrò i seguenti valori:
| Settore dell'industria culturale | Fatturato totale (in KRW) | Esportazioni (in KRW) |
| -------------------------------- | ------------------------- | --------------------- |
| Animazione                       | 135,5 miliardi            | 35,2 miliardi         |
| Televisione                      | 213,5 miliardi            | 2,2 miliardi          |
| Fumetti                          | 183,2 miliardi            | 4,7 miliardi          |
| Personaggi                       | 1.882,9 miliardi          | 111,6 miliardi        |
| Videogiochi                      | 2.412,5 miliardi          | 662,5 miliardi        |
| Conoscenza e informazione        | 2.123,1 miliardi          | 105,2 miliardi        |
| Cinema                           | 903,8 miliardi            | 15,6 miliardi         |
| Musica                           | 997,3 miliardi            | 48,5 miliardi         |
| Editoria                         | 5.284,6 miliardi          | 65 miliardi           |

### Rapporti con la Corea del Nord

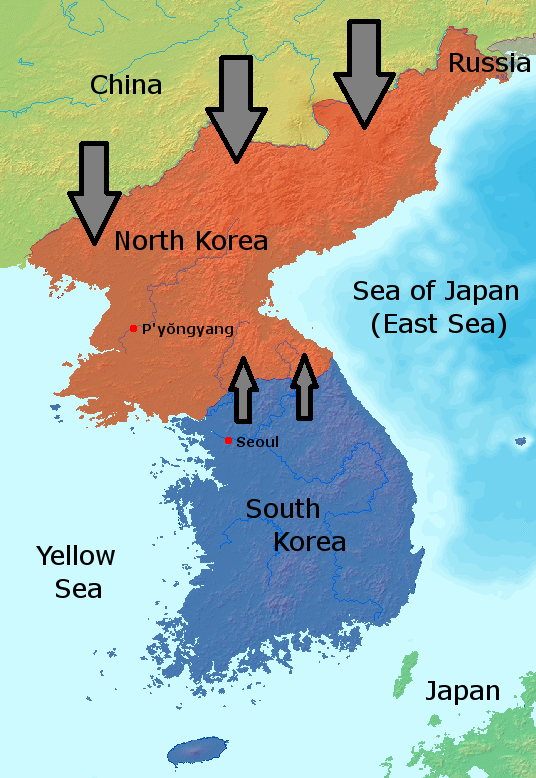
Secondo vari rapporti, la diffusione della hallyu in Corea del Nord è avvenuta tramite CD, DVD e chiavette USB contrabbandati dalla Cina. Alcuni nordcoreani residenti vicino alla zona demilitarizzata si sono inoltre sintonizzati illegalmente sulle radio sudcoreane.

Il nono presidente della Corea del Sud, Roh Moo-hyun, riconobbe che la hallyu potesse essere usata come mezzo per favorire la riunificazione della penisola coreana. Nel maggio 2007 il drama Hwang Jin-yi, adattamento del romanzo di uno scrittore nordcoreano, divenne la prima produzione sudcoreana disponibile per la visione pubblica in Corea del Nord. Tuttavia, con il termine della Sunshine policy verso la Corea del Nord, che aveva caratterizzato il mandato di Roh, e il deterioramento dei rapporti tra nord e sud, la hallyu fu velocemente bloccata dalle autorità nordcoreane, sebbene un rapporto pubblicato da Radio Free Asia suggerì che "potesse aver già fatto presa nell'isolato Stato stalinista".
Nel 2010, i ricercatori dell'Istituto coreano per l'unificazione nazionale intervistarono trentatré disertori nordcoreani e scoprirono che l'impatto di show come Gyeo-ul yeon-ga aveva giocato un ruolo significativo nella loro decisione di scappare al sud. Fu inoltre rivelato che un numero ristretto di persone che vivevano presso la zona demilitarizzata aveva manomesso i propri televisori per ricevere il segnale delle emittenti sudcoreane nelle vicinanze, mentre i CD e i DVD contrabbandati dalla Cina avevano contribuito ad aumentare la presa della cultura sudcoreana in Corea del Nord. Nel 2012, l'Istituto intervistò un gruppo di cento disertori. Dallo studio emerse che i media sudcoreani erano ampiamente diffusi tra l'élite nordcoreana, e che i nordcoreani che vivevano in prossimità del confine con la Cina avevano un livello di accesso all'intrattenimento del sud più alto rispetto al resto del Paese. Ai notel, dispositivi multimediali popolari in Corea del Nord dal 2005, venne riconosciuto di aver aiutato a diffondere la hallyu oltre la linea di demarcazione coreana.
Nell'ottobre 2012, il dittatore nordcoreano Kim Jong-un tenne un discorso davanti all'Armata del popolo coreano in cui giurò di "estendere la lotta all'infiltrazione ideologica e culturale del nemico". Uno studio condotto qualche tempo prima da un team internazionale su commissione del dipartimento di Stato americano era giunto alla conclusione che la Corea del Nord era "sempre più ansiosa" di contenere il flusso di informazioni, ma aveva poche possibilità di farlo, giacché c'era una "richiesta consistente" di film e programmi televisivi del sud e molti contrabbandieri dal lato cinese del confine disposti ad accontentarla.
Nel febbraio 2013, l'agenzia di stampa sudcoreana Yonhap riferì che il singolo del 2012 Gangnam Style di Psy si era "diffuso in profondità in Corea del Nord", dopo che un gruppo aveva fatto entrare cd K-pop e altre merci culturali nel Paese dal confine sino-nordcoreano. Il 15 maggio 2013, l'ONG Human Rights Watch confermò che "i programmi d'intrattenimento sudcoreani sono particolarmente popolari e sono serviti a minare il ritratto negativo della Corea del Sud fatto dal governo nordcoreano".

### Turismo
L'industria turistica sudcoreana è stata ampiamente influenzata dalla crescente popolarità dei suoi contenuti mediatici. Secondo la Korea Tourism Organization (KTO), i turisti mensili, che nel marzo 1996 ammontavano a 331.883, erano saliti a 1.389.399 nel marzo 2016.
Nel 2012, la SM Entertainment si espanse nel settore dei viaggi, fornendo dei pacchetti turistici a chi desiderava andare in Corea per partecipare ai concerti degli artisti sotto contratto con l'agenzia.
Riconoscendo nel K-pop e in altri aspetti della hallyu dei fattori trainanti per il turismo, nel 2014 la KTO lanciò la campagna "Immagina la tua Corea", che sottolineò come l'intrattenimento coreano fosse una parte importante dell'industria turistica. Secondo un sondaggio condotto dall'organizzazione su 3.775 fan del K-pop in Francia, il 90% desiderava visitare la Corea, e più del 75% stava già pianificando il viaggio.
Anche molti fan dei drama sono motivati a visitare la Corea, a volte per vedere i set come l'isola Nami, dove fu girato Gyeo-ul yeon-ga e che nel 2005 accolse oltre 270.000 visitatori, o il Parco a tema Dae Jang-geum. La maggior parte dei turisti è donna. Attori noti come Kim Soo-hyun sono apparsi nel materiale pubblicitario della KTO.

## Critiche
L'onda coreana ha ricevuto critiche sin dal suo avvio. Alcuni analisti sostengono che sia un fenomeno temporaneo e in rallentamento, non più di una "bolla".
La hallyu è andata incontro a reazioni negative e opinioni anti-coreane in Paesi come Cina, Giappone e Taiwan. Gli atteggiamenti negativi esistenti verso la cultura coreana possono trovare radici nel nazionalismo o nei conflitti storici. In Cina, il produttore Zhang Kuoli definì la hallyu una "invasione culturale" e consigliò ai cinesi di rifiutare i prodotti importati dalla Corea. In Giappone, il 26 luglio 2005 fu pubblicato un fumetto anti-coreano, Manga kenkanryu ("Odiare la hallyu"), che diventò un bestseller su Amazon Japan. L'8 agosto 2011 l'attore Sousuke Takaoka mostrò apertamente la sua repulsione verso la hallyu su Twitter, scatenando un movimento online per boicottare i programmi coreani sulle televisioni giapponesi. Sentimenti anti-coreani emersero anche quando l'attrice Kim Tae-hee venne scritturata per il dorama Boku to star no 99 nichi: siccome Kim era stata un'attivista pro-Corea nella disputa per le rocce di Liancourt, alcuni giapponesi si infuriarono alla prospettiva che partecipasse ad un programma del loro Paese. Venne organizzata una protesta contro l'attrice, che si trasformò in una manifestazione contro la hallyu in generale. Un articolo del Korea Times uscito a febbraio 2014 scrisse: "Gli esperti e gli osservatori in Corea e in Giappone dicono che, sebbene la partecipazione a queste manifestazioni sia ancora contenuta e azioni tanto estreme siano di gran lunga lontane dal prendere piede nella politica giapponese, le dimostrazioni ostili sono cresciute in dimensioni e frequenza negli ultimi mesi".
Nonostante il sistema di valori confuciano e le trame centrate sulla famiglia siano stati elencati come alcune delle ragioni della popolarità delle serie coreane, molti genitori in Vietnam ne chiesero il divieto per contenuti sessuali e violenza. Affermarono inoltre che mostrassero una versione idealizzata della Corea, raffigurando matrimoni felici nonostante l'elevato numero di divorzi che si verificavano nel Paese.

In Occidente, alcuni cronisti hanno notato delle somiglianze tra il sostegno del Ministero della Cultura sudcoreano alla hallyu e il coinvolgimento della CIA nella guerra fredda culturale con l'ex Unione Sovietica. Secondo la rivista The Quietus, i sospetti che la hallyu sia un'impresa sponsorizzata dal governo sudcoreano per rafforzare la sua influenza politica ha "il sentore della vecchia paura vittoriana del pericolo giallo".

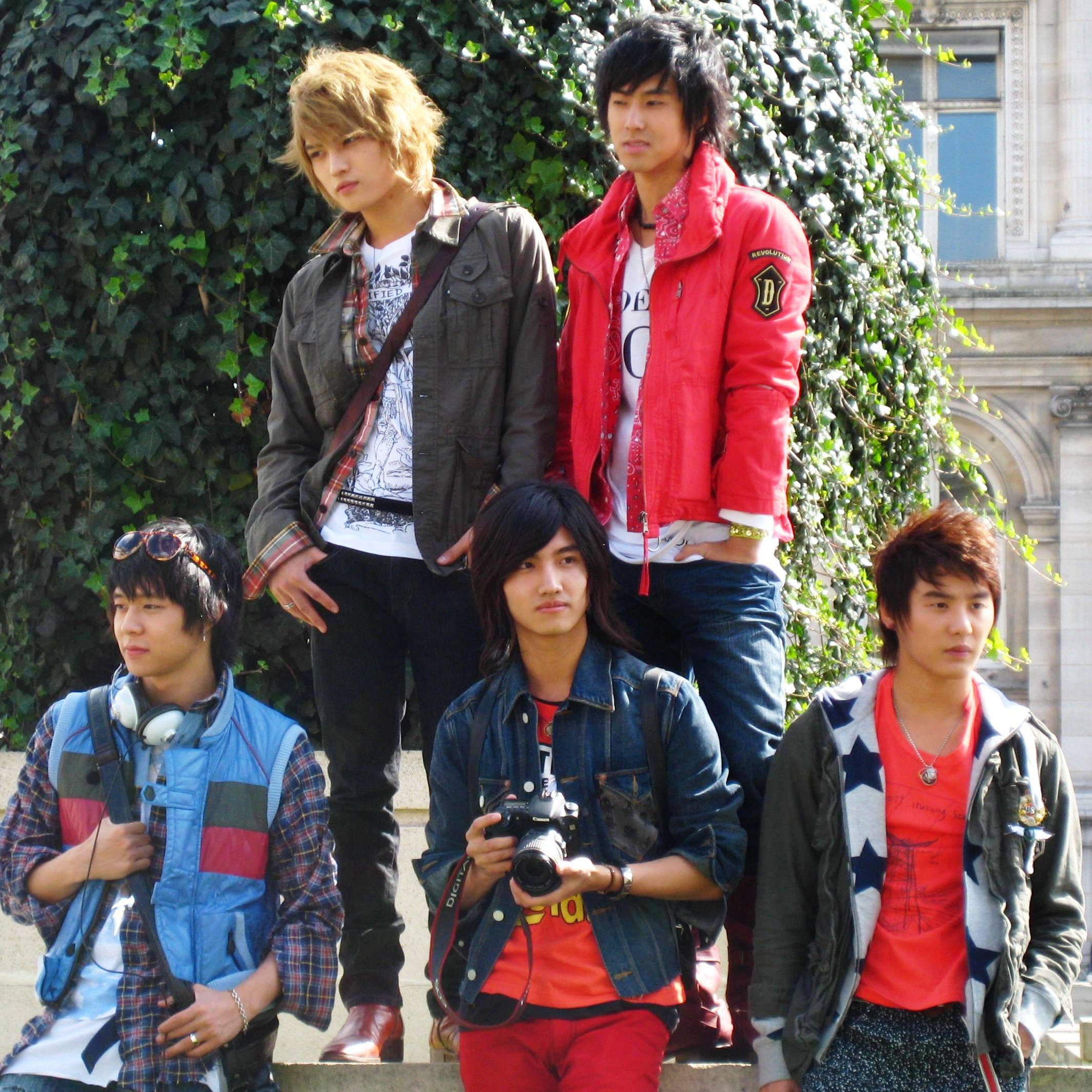
Tre membri della boy band TVXQ hanno denunciato la propria agenzia per abusi nel 2009.

L'industria dell'intrattenimento coreana è stata criticata per i suoi metodi e i legami con la corruzione, come riferito da Al Jazeera nel febbraio 2012. Ha anche affrontato accuse di maltrattamenti nei confronti dei suoi artisti musicali: la questione esplose nel 2009, quando tre membri della boy band TVXQ portarono la propria agenzia SM Entertainment in tribunale accusandola di abusi. I cantanti sostenevano di non essere stati pagati quanto dovuto e che il loro contratto di 13 anni fosse troppo lungo. La corte si espresse a loro favore, ma le accuse di maltrattamenti continuarono ad essere dilaganti nell'industria musicale. Simili denunce, oltre agli scandali delle agenzie di spettacolo e ai suicidi nel campo dell'intrattenimento, portarono un opinionista del South China Morning Post a sostenere che la hallyu "non sia un'esportazione culturale di cui andare orgogliosi".